# Lekkoatletyka na Letnich Igrzyskach Olimpijskich 1936 – sztafeta 4 × 400 m mężczyzn
Bieg sztafetowy 4 × 400 metrów mężczyzn był jedną z konkurencji rozgrywanych podczas XI Letnich Igrzysk Olimpijskich. Biegi zostały rozegrane w dniach 8 i 9 sierpnia 1936 roku na Stadionie Olimpijskim w Berlinie. Wystartowało 48 zawodników z 12 krajów. Sztafeta Wielkiej Brytanii ustanowiła w finale rekord Europy z czasem 3:09,0.

## Rekordy
|                                 | Zawodnicy                                                              | Wynik  | Miejsce     | Data                 |
| ------------------------------- | ---------------------------------------------------------------------- | ------ | ----------- | -------------------- |
| Rekord świata Rekord olimpijski | Stany Zjednoczone (Ivan Fuqua, Edgar Ablowich, Karl Warner, Bill Carr) | 3:08,2 | Los Angeles | 7 sierpnia 1932(dts) |

## Terminarz
| Data            |            | Godzina |
| --------------- | ---------- | ------- |
| 8 sierpnia 1936 | Eliminacje | 16:30   |
| 9 sierpnia 1936 | Finał      | 15:45   |

## Wyniki

### Eliminacje
Rozegrano trzy biegi eliminacyjne. Pierwsze dwa zespoły z każdego biegu awansowały  do finału (Q).

#### Bieg 1
| Pozycja | Państwo           | Zawodnicy                                                                  | Czas   | Uwagi |
| ------- | ----------------- | -------------------------------------------------------------------------- | ------ | ----- |
| 1.      | Stany Zjednoczone | Harold Cagle, Robert Young, Edward O’Brien, Alfred Fitch                   | 3:13,0 | Q     |
| 2.      | Węgry             | Tibor Ribényi, Zoltán Zsitva, József Vadas, József Kovács                  | 3:17,0 | Q     |
| 3.      | Polska            | Tadeusz Śliwak, Antoni Maszewski, Kazimierz Kucharski, Klemens Biniakowski | 3:17,6 | [ 3 ] |
| 4.      | Japonia           | Toyoyi Aihara, Masao Ichihara, Seiken Cho, Hiroyoshi Kubota                | 3:18,4 |       |

#### Bieg 2
| Pozycja | Państwo         | Zawodnicy                                                            | Czas   | Uwagi |
| ------- | --------------- | -------------------------------------------------------------------- | ------ | ----- |
| 1.      | Wielka Brytania | Freddie Wolff, Godfrey Rampling, Bill Roberts, Godfrey Brown         | 3:14,4 | Q     |
| 2.      | Szwecja         | Sven Strömberg, Per Edfeldt, Olle Danielsson, Bertil von Wachenfeldt | 3:14,6 | Q     |
| 3.      | Francja         | Raymond Boisset, Georges Guillez, Georges Henry, Prudent Joye        | 3:15,2 | [ 4 ] |

#### Bieg 3
| Pozycja | Państwo           | Zawodnicy                                                           | Czas   | Uwagi |
| ------- | ----------------- | ------------------------------------------------------------------- | ------ | ----- |
| 1.      | III Rzesza        | Helmut Hamann, Friedrich von Stülpnagel, Harry Voigt, Rudolf Harbig | 3:15,0 | Q     |
| 2.      | Kanada            | Marshall Limon, Phil Edwards, William Fritz, John Loaring           | 3:15,0 | Q     |
| 3.      | Włochy            | Angelo Ferrario, Marsilio Rossi, Otello Spampani, Mario Lanzi       | 3:16,6 | [ 5 ] |
| 4.      | Południowa Afryka | Willie Botha, Frank Rushton, William Lindeque, Dennis Shore         | 3:17,8 | [ 6 ] |
| 5.      | Czechosłowacja    | Heinz Lorenz, Evžen Rošický, Břetislav Krátký, Karel Kněnický       | 3:22,0 | [ 7 ] |

### Finał
| Pozycja | Państwo           | Zawodnicy                                                            | Czas   | Uwagi  |
| ------- | ----------------- | -------------------------------------------------------------------- | ------ | ------ |
| 1.      | Wielka Brytania   | Freddie Wolff, Godfrey Rampling, Bill Roberts, Godfrey Brown         | 3:09,0 | [ 1 ]  |
| 2.      | Stany Zjednoczone | Harold Cagle, Robert Young, Edward O’Brien, Alfred Fitch             | 3:11,0 |        |
| 3.      | III Rzesza        | Helmut Hamann, Friedrich von Stülpnagel, Harry Voigt, Rudolf Harbig  | 3:11,8 | [ 4 ]  |
| 4.      | Kanada            | Marshall Limon, Phil Edwards, William Fritz, John Loaring            | 3:11,8 | [ 8 ]  |
| 5.      | Szwecja           | Sven Strömberg, Per Edfeldt, Olle Danielsson, Bertil von Wachenfeldt | 3:13,0 | [ 9 ]  |
| 6.      | Węgry             | Tibor Ribényi, Zoltán Zsitva, József Vadas, József Kovács            | 3:14,8 | [ 10 ] |